# Bağlama
De bağlama of saz is een snaarinstrument, met twee dubbelkorige snaren en een tripelkorige snaar. Het is een muziekinstrument uit de familie van langhalsluiten. De benaming bağlama duidt exact het instrument aan, terwijl de bekendere naam saz feitelijk eerder snaarinstrument betekent. 
De houten klankkast van de saz bestaat uit een stuk en wordt soms aan de zijkant rondom ingelegd met andere houtsoorten ter versiering. De stempinnen staan niet in een vlak maar staan zowel dwars op de hals (zoals bij een viool) als aan de onderzijde van de hals.
Het instrument wordt bespeeld met een dun langwerpig plectrum.
De bağlama is niet alleen in Turkije een zeer populair instrument, en wordt gemaakt in een groot aantal afmetingen. Van klein naar groot:
| Instrument     | mensuur |
| -------------- | ------- |
| Cura (Tanbura) | 48cm    |
| Cura (Baglama) | 56cm    |
| Tanbura        | 80cm    |
| Bağlama        | 88cm    |
| Divan          | 104cm   |
| Meydan         | 112cm   |

De fretten op de lange hals worden gemaakt door het binden van dun draad (plastic), in tegenstelling tot de meeste snaarinstrumenten waar de fretten van metaal zijn en vast in de hals gemonteerd zijn.  De plaatsing is zodanig dat veel intervallen rein zijn, met 17 fretten per octaaf in tegenstelling tot de 12 fretten per octaaf voor de gelijkzwevende stemming van de westerse toonladders. De plaatsing maakt het mogelijk de Turkse toonladders te spelen (makam).
| fret | verhouding | cent | interval             |
| ---- | ---------- | ---- | -------------------- |
| 0    | 1/1        | 0    | unison               |
| 1    | 18/17      | 99   | kleine secunde       |
| 2    | 12/11      | 151  | kwarttoon            |
| 3    | 9/8        | 204  | reine grote secunde  |
| 4    | 81/68      | 303  | kleine terts         |
| 5    | 27/22      | 355  | kwarttoon            |
| 6    | 81/64      | 408  | grote terts          |
| 7    | 4/3        | 498  | reine kwart          |
| 8    | 24/17      | 597  | overmatige kwart     |
| 9    | 16/11      | 649  | kwarttoon            |
| 10   | 3/2        | 702  | reine kwint          |
| 11   | 27/17      | 801  | kleine sext          |
| 12   | 18/11      | 853  | kwarttoon            |
| 13   | 27/16      | 906  | grote sext           |
| 14   | 16/9       | 996  | reine kleine septiem |
| 15   | 32/17      | 1095 | grote septiem        |
| 16   | 64/33      | 1147 | kwarttoon            |
| 17   | 2/1        | 1200 | octaaf               |